# Teorotrium brevipenne
Teorotrium brevipenne là một loài bọ cánh cứng trong họ Cerambycidae.